# Diego Wallraff
Diego Wallraff (* 30. November 1961 in Kolumbien) ist ein deutscher Schauspieler.

## Leben
Diego Wallraff wurde in Kolumbien geboren. Er besuchte in Deutschland die Schule und machte zunächst eine Ausbildung zum Kfz-Mechaniker bei der Hamburger Polizei. Nach Ableistung seines Wehrdienstes in Wuppertal und Schleswig absolvierte er eine Schauspielausbildung an der Hochschule für Musik und Theater in Hamburg. Er ist der Bruder des Schauspielers Cuco Wallraff.
Von 1985 bis 1991 war Wallraff als Theaterschauspieler am Deutschen Schauspielhaus in Hamburg engagiert. Dort spielte er in dem Theaterstück Ghetto von Joshua Sobol, in der mittlerweile legendären Inszenierung von Peter Zadek. Unter der Regie von Michael Bogdanov trat er in William Shakespeares Stücken Romeo und Julia und Hamlet auf.
1986 spielte Wallraff seine erste Filmhauptrolle als Olaf Marx in dem Fernsehfilm Das Go! Projekt von Oliver Hirschbiegel. 1989 folgte eine Rolle im Wiener Tatort Geld für den Griechen des ORF. Ab Anfang der 1990er Jahre war Wallraff dann regelmäßig in deutschsprachigen Fernsehproduktionen zu sehen. Er übernahm dabei durchgehende Serienrollen, wiederkehrende Episodenrollen und häufig auch Gastrollen.
1999 übernahm Wallraff eine durchgehende Serienrolle als Andy Sanchez in der Actionserie Delta Team – Auftrag geheim! von Thorsten Näter. Von 2001 bis 2003 hatte Wallraff eine durchgehende Serienhauptrolle als Simon Ovronnaz in der Fernsehserie Largo Winch. 2006 hatte er eine wiederkehrende Nebenrolle in der Telenovela Lotta in Love. 2008 spielte er an der Seite von Karim Chérif die Rolle des Alexandro Guzman in dem Fernsehfilm Späte Rache – Eine Familie wehrt sich.
Häufig wirkte Wallraff in ZDF-Produktionen mit, unter anderem in mehreren Episoden der Erfolgsserie Das Traumschiff (1996, 2006 und 2008). Das ZDF besetzte ihn 1995 auch in dem Rosamunde-Pilcher-Fernsehfilm Das Ende eines Sommers. Anfang 2010 war Wallraff in einer Episode des Traumschiff-Spinoffs Kreuzfahrt ins Glück zu sehen.
Wallraff wurde aufgrund seines südländischen Aussehens im Fernsehen und im Film häufig in der Rolle des attraktiven exotischen Liebhabers, des leichtlebigen Schönlings und Gigolos, oft aber auch als zwielichtiger Gangster und psychopathischer Krimineller eingesetzt.
Wallraff wirkte auch in zahlreichen internationalen Kinoproduktionen mit. 1994 spielte er den José an der Seite von Antonio Banderas und Jennifer Connelly in der Verfilmung des Romans Von Liebe und Schatten von Isabel Allende. 1995 folgte die amerikanische Filmkomödie The Perez Family mit Anjelica Huston. Wallraff spielte auch in mehreren amerikanischen Fernsehserien, unter anderem in Acapulco H.E.A.T. und Renegade – Gnadenlose Jagd.
Wallraff lebt seit mehreren Jahren in Santa Monica, Kalifornien.

## Filmografie (Auswahl)
- 1986: Das Go! Projekt
- 1988: Ein ungleiches Paar
- 1989: Tatort – Geld für den Griechen (Fernsehreihe)
- 1991: Tatort – Wer zweimal stirbt (Fernsehreihe)
- 1992: Schattenboxer
- 1993: Das Traumschiff – Südafrika
- 1994: Von Liebe und Schatten
- 1995: Lovers
- 1995: Die Bibel – Josef
- 1995: The Perez Family
- 1995: Renegade – Gnadenlose Jagd
- 1995: Rosamunde Pilcher – Das Ende eines Sommers (Fernsehreihe)
- 1996: Das Traumschiff – Sydney (Fernsehreihe)
- 1996: Tatort – Bei Auftritt Mord
- 1997: Nach gefährlichen Regeln (Exception to the Rules)
- 1997: Nikola (Fernsehserie)
- 1997: Schimanski: Die Schwadron (Fernsehserie)
- 1998: Die Straßen von Berlin: Die Bazooka-Bande (Fernsehserie)
- 1998: They Come at Night
- 1998: Winnetous Rückkehr (1. und 2. Teil)
- 1999: Delta Team – Auftrag geheim!
- 2000: Tatort – Kalte Herzen
- 2001–2003: Largo Winch
- 2004: Max Havoc: Curse of the Dragon
- 2004: Einsatz in Hamburg – Bei Liebe Mord
- 2006: Das Traumschiff – Botswana
- 2006: Tatort – Feuerkämpfer
- 2006: Lotta in Love
- 2007: Der Kriminalist
- 2007: Tatort – Engel der Nacht
- 2008: Das Traumpaar
- 2008: Das Traumschiff – Rio de Janeiro (Fernsehreihe)
- 2008: Späte Rache – Eine Familie wehrt sich
- 2009: Am Kap der Liebe – Unter der Sonne Uruguays
- 2009: SOKO Köln (Fernsehserie)
- 2010: Kreuzfahrt ins Glück – Hochzeitsreise nach Bermuda (Fernsehreihe)
- 2011: Einsatz in Hamburg – Der Tote an der Elbe
- 2012: Rosamunde Pilcher – Das Geheimnis der weißen Taube
- 2013: SOKO Wismar – Der stille Herr Heisenberg (Fernsehreihe)
- 2015: The Leftovers (Fernsehserie, Episode 2x06)
- 2018: SEAL Team (Fernsehserie, Episode 2x09)
- 2018: Tatort: Vom Himmel hoch
- 2021: Navy CIS: New Orleans (Fernsehserie, zwei Episoden)